# Vlag van Zaïre

Vlag van Zaïre (ratio 2:3)

De vlag van Zaïre werd voor het eerst omstreeks 20 november 1971 officieel gehesen. Hij toont een lichtgroen veld met daarin een gele schijf met daarin een arm die een rode fakkel vasthield. Dit symboliseerde de geest van de revolutie en de levens van de dode revolutionairen. De vlag is aldus uitgevoerd in de pan-Afrikaanse kleuren rood, geel en groen.
Het oorspronkelijk ontwerp voor een nieuwe vlag voor Zaïre in 1971 vertoonde boven de gele schijf op het midden een smalle rode baan, als eerbetoon aan het bloed van de nationale martelaren, en een smalle blauwe baan eronder, waarmee de rivieren en meren van het land werden verzinnebeeld. In het definitieve model werden deze banen weggelaten en het embleem op het midden werd iets gewijzigd naar dat van de Mouvement populaire de la Révolution.
Op 18 mei 1997 trokken de soldaten van de Alliantie van Democratische Krachten onder leiding van Laurent-Désiré Kabila de Zaïrese hoofdstad Kinshasa binnen, waar zij als bevrijders werden binnengehaald. Hiermee verviel de vlag.

## Presidentiële onderscheidingsvlag

Onderscheidingsvlag President (ratio 3:4)

De presidentiële onderscheidingsvlag wordt door het staatshoofd gevoerd in zijn kwaliteit van kapitein-generaal van het Zaïrese leger. Naast modern wapentuig laat de vlag ook nog de traditionele lans en pijl-en-boog zien, omringd door een palmtak en een olifantstand. De wapenkreet ('Gerechtigheid, Vrede, Arbeid') staat onder een afbeelding van een steen.

Rijkswapen (1971–1997)

- Rijkswapen
(1971–1997)

Biafra · Goosen · Graaff-Reinet · Britse Kaapkolonie · Katanga · Klein Vrystaat · Republiek Kliprivier · Republiek Lydenburg · Natal · Republiek Natalia · Nieuwe Republiek · Oranje Vrijstaat · Oranjerivierkolonie · Oost-Griekwaland · Ottomaanse Rijk · Rif-Republiek · Republiek Stellaland · Swellendam · Tanganyika · Transvaalkolonie · Republiek Utrecht · Verenigde Staten van Stellaland · Zaïre · Zuid-Afrikaansche Republiek · Zuid-Afrika (1928-1994) · Mijnstaat Zuid-Kasaï